# Kwiatkowo k. Duczymina
Kwiatkowo k. Duczymina – wieś w Polsce położona w województwie mazowieckim, w powiecie przasnyskim, w gminie Chorzele.
W latach 1975–1998 miejscowość administracyjnie należała do województwa ostrołęckiego.